# Degn
En degn (opr. samme ord som diakon) er en medhjælper for præsten. En kirketjener, som hjælper præsten i kirken.
Hvornår funktionen blev oprettet vides ikke, men det må være sket før reformationen. I kirkeordinansen af 14. juni 1539 hedder det nemlig om degnene, at de skal nyde samme privilegier, som de havde i bispernes tid, og ikke ydermere besværes dermed af os (kongen), end de tilforn var besværet af bisperne.
Udover at hjælpe præsten med gudstjenesten, holdt degnen også i mange tilfælde bibelundervisning for sognets børn og unge. Stillingerne som degn blev gradvist ophævet i tiden mellem 1790 og 1830. Det skete i forbindelse med oprettelsen af folkeskolen. I folkeskolelovens §3 blev det bestemt, at degnekald, der blev ledige, ikke måtte besættes igen, men at indtægterne skulle gå til den nye folkeskole. Hvor en degn tidligere ofte havde haft to sogne ligesom præsten, blev der nu ansat en folkeskolelærer i hvert sogn. Han overtog ofte degneboligen og den jord, som degnen tidligere havde haft.
Degnens funktioner blev teoretisk set delt i to, nemlig en kirkesanger, som skulle hjælpe præsten under gudstjenesten og en kirkebylærer, som skulle forestå undervisning af børn og unge samt føre den nye kontraministerialbog. I praksis var begge funktioner dog næsten altid forenet hos folkeskolelæreren og i folkemunde blev betegnelsen degn derfor også fortsat brugt langt op i det 20. århundrede.
I mange kirker har man fortsat kordegne, som primært udfører administrative funktioner og som også kan fungere som kirkesangere.